# Jacek Romuald Adamczak (naukowiec)
Jacek Romuald Adamczak – polski naukowiec, profesor dr sztuk plastycznych.

## Kariera naukowa
- 1990 magister sztuki (wychowanie plastyczne); nadanie tytułu - Państwowa Wyższa Szkoła Sztuk Plastycznych w Poznaniu, rejestracja tytułu - Uniwersytet Artystyczny im. Magdaleny Abakanowicz w Poznaniu;
- 1998 doktor sztuk plastycznych (grafika); nadanie stopnia - Wydział Komunikacji Multimedialnej Akademii Sztuk Pięknych w Poznaniu, rejestracja stopnia - Uniwersytet Artystyczny im. Magdaleny Abakanowicz w Poznaniu;
- 2009 profesor sztuk plastycznych; rejestracja tytułu - Uniwersytet im. Adama Mickiewicza w Poznaniu.

## Praca naukowo-dydaktyczna
Od 1 października 1990 jest zatrudniony przez Akademię Sztuk Pięknych w Poznaniu (obecnie Uniwersytet Artystyczny im. Magdaleny Abakanowicz w Poznaniu); był prorektorem tych uczelni. 

## Publikacje
- Jacek Adamczak (redaktor), Maciej Ćwiek (redaktor), Jerzy Armata, Stefan Czyżewski, Mariusz Frukacz, Chrześcijańskie dziedzictwo duchowe narodów słowiańskich: literatura, język, kultura, historia. Wydawnictwo Temida 2, 2019. ISBN 9788365696298[1].